# 露珠香茶菜
露珠香茶菜（学名：Isodon irroratus）为唇形科香茶菜属下的一个种。也称长柄露珠香茶菜、圆齿露珠香茶菜、绒辖露珠香茶菜。